# Pías
Pías település Spanyolországban,  Zamora tartományban. Pías Porto de Sanabria, Viana do Bolo, A Mezquita és Lubián községekkel határos. Lakosainak száma 94 fő (2024).

## Népesség
A település népessége az utóbbi években az alábbiak szerint változott:
| Lakosok száma | 222  | 201  | 170  | 158  | 149  | 144  | 135  | 113  | 109  | 94   |
|               | 2001 | 2004 | 2007 | 2009 | 2012 | 2014 | 2017 | 2019 | 2022 | 2024 |